# Artur Moraes
Artur Moraes (Leme, Brasil, 25 de enero de 1981) es un exfutbolista brasileño. 

## Biografía
Artur Moraes empezó su carrera futbolística en las categorías inferiores del Cruzeiro, hasta que en 2003 hace su debut con la primera plantilla del club.
En la temporada 2006-07 se marcha cedido al Coritiba. Ese mismo año ayuda al equipo a ascender a la Serie A brasileña.
El 7 de enero de 2008 ficha por el Siena italiano, aunque casi no disfruta de oportunidades. El equipo decide cederlo al poco tiempo, así que Artur recala en el Cesena el 30 de enero.
El 25 de junio de 2008 firma un contrato con la Roma, club que pagó por él 0,75 millones de euros.
Jugó la Copa Sudamericana 2017 donde llegó a octavos de final, siendo eliminado por Flamengo.

## Clubes
| Club                              | País     | Año         | Partidos |
| --------------------------------- | -------- | ----------- | -------- |
| Cruzeiro EC                       | Brasil   | 2003-2006   | 44       |
| Coritiba FC                       | Brasil   | 2006-2007   | 25       |
| AC Siena                          | Italia   | 2008        | 4        |
| AC Cesena                         | Italia   | 2008        | 16       |
| AS Roma                           | Italia   | 2008 - 2010 | 5        |
| SC Braga                          | Portugal | 2010 - 2011 | 31       |
| Associação Desportiva São Caetano | Brasil   | 2015 - 2016 | ?        |

## Títulos
- 2 Campeonatos Mineiro (Cruzeiro EC, 2004 y 2006)